# Laevipilina antarctica
Laevipilina antarctica es una especie de monoplacóforo,  un molusco marino parecido a una lapa. Se encuentra en el mar de Weddell y en el mar de Lazarev en la Antártida. 

## Evolución
En 2006, un estudio molecular sobre Laevipilina antarctica sugirió que los Monoplacophora y Polyplacophora actuales forman un clado bien sustentado con el investigado Neopilina más cercano a los quitones. Las dos clases en este nuevo clado, con el nombre propuesto Serialia, muestran un número variable de branquias repetidas en serie y ocho conjuntos de músculos dorsoventrales retractores del pie.